# Маяк Суоллоутейл
Маяк Суоллоутейл (англ. Swallowtail Lighthouse) — маяк, расположенный на севере острова Гран-Манан на входе в залив Норт-Хед-Харбор, графство Шарлотт, провинция Нью-Брансуик, Канада. Построен в 1859 году. Автоматизирован в 1986 году.

## История
После того, как 19 января 1857 года 1009-тонный трёхмачтовый корабль «Лорд Эшбёртон» (англ. Lord Ashburton) потерпел крушение недалеко от входа в залив Норт-Хед-Харбор, правительство Нью-Брансуика выделило средства на строительство маяка в этом месте. Строительство было завершено в 1860 году, и 7 июля этого же года он был введён в эксплуатацию. Маяк представлял собой деревянную восьмиугольную башню высотой 14 метров с восьмиугольным помещением для фонаря на вершине. В 1861 году был построен мост, соединяющий маяк с материком. Рядом с маяком был построен дом смотрителя. 4 октября 1869 года ураган Саксби существенно повредил маяк. После этого дом смотрителя был дополнительно прикреплён цепями к скале, а вокруг башни маяка была возведена защитная стена. В 1907 году на маяк была установлена линза Френеля. В 1914 году было построено здание для противотуманного сигнала. В 1958 году был построен новый дом смотрителя, а старый снесён. В 1989 канадская береговая охрана автоматизировала маяк.
В 1991 году маяк Суоллоутейл был внесён в список зданий федерального наследия Канады в соответствии с Законом о защите исторических маяков. 900-килограммовый противотуманный колокол и оригинальная линза Френеля со станции в настоящее время находятся в музее острова Гран-Манан.
В 1996 году на станции проходили съёмки фильма ужасов «Гемоглобин». Продюсеры фильма оплатили восстановление дома смотрителя. С 1997 по 2004 год в бывшем доме смотрителя работала гостиница.